# Azuhinum

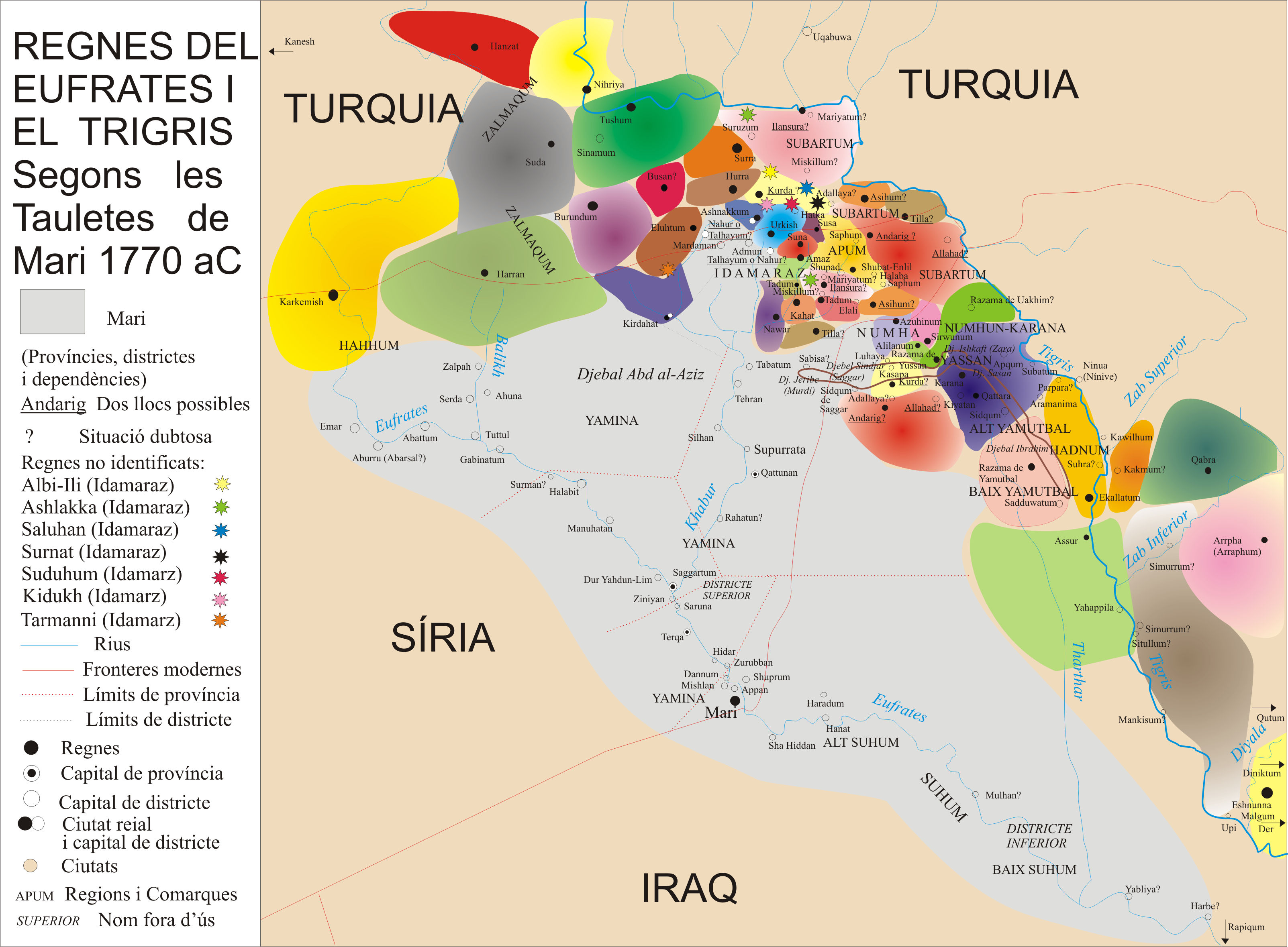
Els regnes de l'Eufrates i el Tigris cap al 1770 aC

Azuhinum fou un regne de la zona del Tigris, situat no gaires quilòmetres al sud-est de Shubat-Enlil en territori del modern Iraq. Els seus habitants són anomenats azuhinites. El seu rei era Sadu Sarrum (Shadun Sarri), aliat de Zimri-Lim de Mari, i apareix lluitant aliat a Razama de Yussan contra Eshnunna. Les forces d'aquest regne van triomfar i el general d'Azuhinum va morir. Els regnes de Yussan i d'Azuhima es van haver d'aliar forçadament amb Eshunna, però això no va durar gaire temps i quan van poder van tornar a l'amistat amb Zimri-Lim. Sent rei d'Andarig Qarni-Lim (mort el 1765 aC), adversari de Mari, el rei Sharraya dels Yamutbal de Razama va anar a Mari acompanyat del reis d'Asihum i Alilanum i de generals dels regnes de Tupham i Azuhinum. Finalment el rei Sadu Sarrum va visitar també Mari.